# Glay
GLAY é uma banda de pop rock do Japão. Movimenta grandes públicos com seus shows e é considerada um dos principais nomes da música japonesa. Estima-se que as vendagens totais de seus nove álbuns major, cinco coletâneas e singles ultrapassem a quantidade de 50 milhões de cópias. As suas musicas "Manatsu no Tobira" e "RAIN" foram usadas como abertura e encerramento no animê "Yamato Takeru".

## Membros
- Oficiais:
  - TAKURO (久保琢郎 / Kubo Takurou): guitarrista, tecladista, líder e principal compositor e letrista
  - TERU (小橋 照彦 / Kobashi Teruhiko): vocalista
  - HISASHI (外村 尚 / Tonomura Hisashi): guitarrista
  - JIRO (和山 義仁 / Wayama Yoshihito): baixista

- Membros suporte:
  - Toshi Nagai: baterista
  - Masahide Sakuma: pianista, tecladista
  - Seiichirou Nagai: pianista, tecladista

- Ex-membros:
  - AKIRA: baterista
  - SHINGO: baterista
  - NOBUMASA: baterista

entre outros
- Ex-membros suporte:
  - D.I.E: tecladista
  - Shigeo Komori: tecladista
  - Yuuta Saito: tecladista

## Conceito e estilo
Segundo biografias, o nome da banda foi criado com a intenção de expressar o conceito de mistura idealizado pelo líder, TAKURO. O guitarrista e principal compositor do grupo queria tocar uma fusão de rock, que ele representou pela cor preta, e pop, representada pela cor branca, originando, assim, a cor cinza, que em inglês é "gray". Como japoneses substituem "l" por "r", uma vez que o o fonema representado pela letra "l" não existe na língua japonesa, TAKURO batizou seu projeto de "GLAY", cuja pronúncia é "gurei".
Apesar de ser classificada como uma banda de rock, há controvérsias a respeito de seu estilo musical. Esse tipo de classificação, no entanto, parece preocupar mais ao público do que a própria banda, que assume o seu lado pop, colocando influências de diversos ritmos musicais em suas canções, sem no entanto, deixar suas raízes rock, que são sempre reafirmadas em sua música. Na palavras do vocalista TERU, "o GLAY não é pop, nem rock".  Da mesma forma, há quem associe a banda ao estilo Visual kei, especialmente eu seu início de carreira, e há quem discorde dessa associação.
Independentemente de sua classificação, a popularidade da banda não se restringe ao público do Visual kei. O GLAY tem um público variado, diferenciando-se da maioria das bandas do gênero, cujo público costuma ser predominantemente adolescente e feminino. A maior parte de seus fãs está nas faixas dos 20, 30 e 40 anos de idade, e, embora no auge de sua popularidade a banda fizesse muito sucesso com o público feminino, ao longo dos anos passou a apresentar equilíbrio entre o público masculino e feminino. Suas plateias também incluem crianças (muitas delas, filhos de fãs), e pessoas mais velhas.
Essa variedade de público é atribuída a diversos fatores: além da música oscilar entre o rock e o pop e, teoricamente,  agradar a vários tipos de gostos, os integrantes não ostentam uma imagem agressiva. Seu jeito simples, espontâneo e bem humorado atrai a admiração do público e muitas vezes é comentado por outros artistas. Outro fator importante encontra-se nas melodias e nos arranjos, além da maturidade das letras, que falam de diferentes temas. O estilo de TAKURO lhe confere uma certa importância como compositor e letrista, frequentemente requisitado por artistas de diferentes gêneros musicais. TAKURO é o principal letrista e compositor, mas todos os integrantes colaboram com suas próprias canções.

## História

### 1988-1994:  Pré-"Major"
Por volta de 1988, na cidade de Hakodate (em Hokkaido), TAKURO, ainda um estudante colegial, tocava guitarra em uma banda de Punk-rock chamada "Guest-apo". No entanto, TAKURO queria ter liberdade para tocar músicas pesadas e baladas, assim como para escrever letras sobre diversos temas. Assim, TAKURO saiu da banda e, juntamente com o baixista, resolveu começar uma nova. TAKURO chamou TERU, que fora um colega de escola, para ser o baterista. TERU aceitou o convite, dando origem ao GLAY
A banda ainda precisava de um vocalista, por isso TERU gravou sua voz em uma fita demo e a entregou a TAKURO. Apesar de sua intenção ter sido apenas de registrar as músicas provisoriamente, até a banda encontrar um cantor, TAKURO gostou da gravação e decidiu que aquela seria a voz ideal para o grupo. Dessa forma, TERU deixou a função de baterista para assumir os vocais. No colégio, TAKURO conheceu HISASHI, que era o guitarrista de uma outra banda punk, chamada "Ari". TAKURO achou que seria bom se HISASHI fosse guitarrista do GLAY e o convidou.
Após concluírem os estudos, TERU, TAKURO e HISASHI mudaram-se para Tóquio, pois achavam que teriam melhores oportunidades por lá. O baixista e o baterista da banda não quiseram ir, por isso eles tiveram de arrumar novos integrantes em Tóquio. Vários baixistas e bateristas passaram pela banda na época. Mesmo depois do debut, a banda trocou duas vezes de bateristas até 1995, quando o GLAY tornou-se oficialmente um quarteto e a posição de baterista passou a ser ocupada por um músico de apoio. Ironicamente, desde então, esse músico tem sido sempre o mesmo: Toshi Nagai.
Eles tiveram muita dificuldades no começo em Tóquio, não acostumados ao estilo de vida em uma metrópole e também com frequentes problemas financeiros. Para poder ganhar dinheiro e manter a banda, faziam vários trabalhos temporários. Muitas casas de espetáculos não os deixavam se apresentar, por eles não serem "visuais" o suficiente ou "pop" o suficiente. Atualmente, eles se referem a essa época como o "período negro" da história da banda."
De volta a Hakodate para participar de um festival em 1991, o GLAY tocou junto com uma outra banda local, o Pierrot (que não é o conhecido PIERROT). Nesse show, eles conheceram JIRO, o baixista, e sugeriram que a banda fosse para Tóquio. Um ano depois, o Pierrot foi para Tóquio, mas acabou se desfazendo. Quando encontrou JIRO, TAKURO o convidou para tocar no GLAY. JIRO não aceitou a ideia de imediato, mas TAKURO pediu para ele tocar só um show com eles. JIRO aceitou e acabou ficando na banda definitivamente.
Aos poucos, o GLAY começou a fazer sucesso nas casas de show. Em 1992, eles fizeram seu primeiro show solo em Tóquio, que eles divulgaram distribuindo panfletos por toda a cidade. O show reuniu um público de 50 pessoas. Em 1993, durante um dos shows do GLAY em Tóquio, Yoshiki Hayashi, hoje pianista/baterista da banda X JAPAN, dono do selo Extasy Records, estava na plateia. Yoshiki Hayashi gostou do show e o GLAY assinou um contrato com a Extasy. Em 1994, GLAY lança seu o primeiro single, "RAIN", com quase 150 mil cópias vendidas, e, simultaneamente, o primeiro álbum independente, "Hai to Daiyamondo", pela Extasy Records.

### 1995-2000: consolidação da carreira
Em 1995, eles lançam "SPEED POP", o primeiro álbum por uma grande gravadora e também o primeiro de uma parceria com o conceituado produtor Masahide Sakuma que dura até os dias atuais. O CD alcançou a 8ª posição no ranking de vendas da Oricon. Em 1996 eles lançam o segundo álbum, "BEAT Out!", que alcançou a 1ª posição no ranking da Oricon. Pouco depois, no mesmo ano, sai o álbum "Beloved", alcançando, pela primeira vez na carreira da banda, a marca de 1 milhão de cópias vendidas.
O período entre 1996 e 2000 é considerado o auge da banda. "HOWEVER", provavelmente seu maior hit, foi lançado em 1997, permanecendo durante duas semanas consecutivas no topo do ranking semanal da Oricon e voltando outras três vezes ao topo depois de ser tirado da posição na terceira semana, pelo single "Eien" da cantora Zard. Isso alavancou a sua carreira, colocando-os no topo das bandas de rock e entre os artistas mais populares de qualquer gênero musical. O single "Yuuwaku" ficou em 1º lugar no ranking anual da Oricon de 1998. O impacto provocado pela banda não foi apenas musical: a banda também ficou famosa por seu visual, influenciando o modo de vestir dos jovens, com seus ternos considerados "arrojados" e popularizando os cabelos espetados e coloridos característicos dos integrantes.
Em 1998, ao abrirem as reservas de ingressos para a turnê, a banda provocou uma pane no sistema telefônico do país, o que durou cerca de 15 minutos. Isso levou a revista Time americana a publicar o artigo "The Day the Phones Died", que descreve o Glay como um fenômeno de popularidade de uma banda autêntica em um mercado normalmente dominado por ídolos fabricados. O problema das linhas de telefones repetiu-se no em fevereiro do ano seguinte, em Hokkaido. Por lá, o congestionamento durou muito mais tempo: dez horas.
Nesse período, o grupo estabeleceu marcas importantes no cenário musical. O álbum "REVIEW ~ BEST OF GLAY" permaneceu por cinco semanas no topo da Oricon, sagrando-se recordista  histórico na época, e vendeu, ao todo, cerca de 5 milhões de cópias. Outro recorde foi estabelecido em 1999, quando aconteceu o GLAY EXPO '99 SURVIVAL. Além de uma grande exposição sobre a banda, foi realizado o show mais lotado da história do Japão, com 200 mil pessoas de público. Em comemoração ao dia em que foi realizado a primeira EXPO, dia 31 de julho tornou-se o "GLAY DAY". Anualmente, nesse dia, a banda coloca no ar um site especial cujo conteúdo é uma seleção do acervo da carreira da banda e das edições do Expo. Em 2007 e 2008, foi realizado o "LiB Cafe" em Tóquio (Odaiba), um evento em que é montado um café temático sobre a banda, em comemoração ao GLAY DAY.
A banda ainda lançou nesse período os ábuns "pure soul", em 1998, "HEAVY GAUGE", em 1999, e, a sua segunda coletânea de sucessos "DRIVE - GLAY complete BEST", em 2000. Todos estes álbuns ultrapassaram a marca de 2 milhões de cópias vendidas. Entre vários sucessos, seis singles ultrapassaram 1 milhão de cópias vendidas: "HOWEVER, "Yuuwaku", "Soul Love", "BE WITH YOU", "Winter, again" e "Tomadoi/SPECIAL/THANKS".

### 2001-2003: Mudanças
Em 2001, a banda realizou a segunda edição do EXPO, O "GLAY EXPO 2001 GLOBAL COMMUNICATION", com público total de 280 mil pessoas nos quatro shows realizados em Tóquio (dividido em dois shows no Tokyo Stadium), Hokkaido e Kyushu. No show realizado em Kyushu, houve participação de artistas de vários países asiáticos (Coreia do Sul, Taiwan, Hong Kong e Tailândia) e o show durou a noite toda. O show realizado em Ishikari (Hokkaido) teve parte de sua energia produzida por geradores solares e eólicos que podiam ser vistos pelo público. Essa iniciativa fez com que Takuro fosse homenageado no mesmo show pelo "Artists Power", organização que ele fundou juntamente com Ryuichi Sakamoto a fim de atrair artistas para que tenham participação ativa na busca de soluções para os problemas ambientais.
No ano de 2002, além de conhecer o então presidente chinês Jiang Zemin, a banda realizou um show solo na China, na cidade de Pequim (Beijing), em comemoração aos 30 anos de diplomacia entre China e Japão. Com público de 35 mil pessoas, eles conseguiram mais um recorde (show mais caro do país - cerca de um bilhão de ienes).
Nesses dois anos, a banda lançou os dois álbuns mais controversos de sua carreira: "ONE LOVE", de 2001, e "UNITY ROOTS & FAMILY, away", de 2002. O primeiro traz faixas percorrendo diversos estilos musicais, como reggae, rhythm and blues e power pop com uma sonoridade que se diferenciava notavelmente daquela de seus trabalhos anteriores. O segundo, por sua vez, quase não apresentava elementos de rock, com canções de influência gospel, música tradicional regional e a participação de um rapper em uma das faixas. Os dois álbuns receberam críticas de fãs e foram os primeiros a não atingir a marca de um milhão de cópias desde "Beloved", embora tenham chegado à primeira posição das paradas semanais da Oricon.

### 2004: Décimo aniversário
Em 2004, após terem se transferido para a Toshiba-EMI (atual EMI Music Japan),GLAY lançou seu nono álbum de estúdio, "THE FRUSTRATED", que foi recebido por fãs como uma "volta às origens" rock, mas com um estilo notavelmente mais ocidentalizado e modernizado. A banda completava 10 anos de carreira desde o lançamento de seu primeiro single major e, para comemorar, promoveu a terceira EXPO, "GLAY EXPO 2004 THE FRUSTRATED" no Universal Studios Japan em Osaka, que reuniu 100 mil pessoas. Um ano antes, em 2003, também em homenagem aos seus dez, foi inaugurada uma galeria de arte sobre a banda, o "Art Style of GLAY", em Hakodate, que ficou aberta até 2007. As comemorações, que duraram todo o ano de 2004, encerraram-se no "Tokyo Dome" em março de 2005 com a turnê "10th anniversary year final ~ GLAY DOME TOUR 2005".

### 2005-2006: Crise com gravadora, trabalhos paralelos e um "novo GLAY"
Exceto pelo GLAY DOME TOUR, a única novidade apresentada pela banda em 2005 foi uma parceria com o grupo de hip hop/dance EXILE, com a música "SCREAM". Além disso, apenas o envolvimento da banda em campanhas e eventos sociais marcaram o ano. A quase-pausa nas atividades propiciou a oportunidade de os integrantes se dedicarem a projetos paralelos.
Enquanto TAKURO parecia estar ocupado com a sua vida particular, os outros integrantes se dedicaram a outros trabalhos. HISASHI foi diretor musical e DJ em um evento de moda e TERU promoveu eventos grandes com seu programa de rádio. Ambos montaram a banda "rally", juntamente com Motokatsu Miyagami, da banda THE MAD CAPSULE MARKETS, e Koji Ueno, do Radio Caroline, e gravaram a música "Aku no Hana" para o CD tributo à banda BUCK-TICK.
A maior novidade, no entanto, foi a banda The Predators, parceria de JIRO com Sawao Yamanaka, da banda the pillows, e Shinpei Nakayama, do STRAIGHTENER. Os integrantes do GLAY tinham um acordo segundo o qual não podiam fazer trabalhos solo. JIRO foi o primeiro a quebrar o acordo e lançar um trabalho paralelo, abrindo as portas para que os outros fizessem o mesmo.
Embora a falta de atividades da banda tenha sido interpretada como um repouso do agitado ano anterior, foi revelado posteriormente que o quarteto havia rompido com o escritório e a gravadora (ambos do mesmo grupo, a "Unlimited Group") em maio de 2005, o que impediu o lançamento de novos trabalhos. Eles não comentam o assunto, mas especula-se que o escritório tenha desviado uma grande quantia de dinheiro da banda. O processo de desligamento  impediou a realização de novos trabalhos naquele ano. Por isso, a banda chegou a pensar em parar.
A volta da banda às atividades aconteceu com a turnê "Re-birth ~ ROCK'N'ROLL SWINDLE ~", realizada em fevereiro de 2006 no famoso Budokan (Tóquio) e produzida de forma independente pela própria banda, ganhando grande projeção na mídia.".
Marcando esse retorno, a banda lançou a campanha "Re-birth", com grandes cartazes espalhados no bairro de Shibuya e com um filme transmitido em intervalos comerciais de Televisão,promovendo seu "renascimento": um GLAY que não é necessariamente diferente, mas é novo, e mais independente. A banda assinou com a gravadora Capitol Records, além de TAKURO criar o seu próprio escritório, a "LOVER SOUL". Mesmo depois de sair da Unlimited Group e ter seu próprio escritório, a banda continuou enfrentando algumas dificuldades, como em sua participação no festival "Mujintou Fes", evento realizado em Shizuoka pela "Amuse", agência com a qual a banda assinou por um momento, para reiniciar suas atividades, ocasião em que sua antiga gravadora, detentora dos direitos autorais da maior parte de suas músicas, ameaçou proibir que a banda executasse essas canções.
Como parte da campanha de retorno, foi lançado o single quádruplo "G4" e, em seguida, uma parceria com o veterano Kyosuke Himuro, ex-vocalista do BOØWY. Os shows KYOSUKE HIMURO + GLAY SWING ADDICTION 2006, realizaram-se em Tóquio (Ajinomoto Stadium) nos dias 5 e 6 de agosto e foram precedidos pelo lançamento do single "ANSWER", que contou com a participação do ídolo.

### 2007-2008
Com a carreira estabilizada novamente, o GLAY lançou, em 31 de janeiro de 2007, o seu décimo álbum, "LOVE IS BEAUTIFUL". Lançando singles e, principalmente, fazendo shows e turnês, a banda volta ao seu ritmo normal, embora o intervalo entre os lançamentos de CDs seja maior do que na época considerada o seu auge, o que vinha sendo verificado desde o início dos anos 2000. Após alguns meses da turnê "LiB", a banda fez dois shows extraordinários em casas de show. Uma em Osaka (Zepp Osaka) e outra em Tóquio (Shibuya O-East), o "ROCK SHOCK VOL.04". Acostumados a tocar em grandes estádios e em casas de show de porte médio, a banda realizou este show em Tóquio em um lugar pequeno, com capacidade para 850 pessoas. A divulgação desses dois shows foi feita somente cerca de dez dias antes das datas dos shows pelo site do Fã-clube oficial e em jornais, surpreendendo muitos fãs. O primeiro "ROCK SHOCK" foi um festival de bandas indies organizado pelo próprio GLAY na época colegial, em Hakodate, e a banda dá continuidade nesta série de shows.
O primeiro single do ano de 2008, "VERB", foi lançado em 11 de junho, oito meses após o single anterior (embora a banda tivesse lançado duas faixas digitais em março). O ano começou com poucos lançamentos, mas, por outro lado, os shows foram bastante numerosos. Em 19 de abril de 2008, foi realizada a quinta edição do Rock Shock em Fukuoka (Zepp Fukuoka). O show teve o início com uma pequena participação da "sideband" NEVERMIND. Em 21 de julho, a banda participou no "ap bank fes", um festival de verão com o tema voltado a ecologia, promovido pelo vocalista da banda Mr. Children e pelo compositor Takeshi Kobayashi, em Shizuoka. O show visa a arrecadar fundos para o AP Bank, fundado pelos dois artistas e por Ryuichi Sakamoto e está relacionado ao Artists Power (AP refere-se tanto a "Artists Power" como a "Alternative Power").
A banda surpreenderia os fãs ao anunciar, em comemoração aos vinte anos de carreira, seus primeiros shows nos Estados Unidos, o GLAY VERB TOUR 2008 IN U.S. Eles já haviam tocado no Havaí, no ano de 1998, para membros de seu fã-clube oficial, mas esta foi a primeira vez que eles tocaram para um público americano. Takuro declarou, na página da banda no Myspace, serem os fãs japoneses residentes no país a principal razão para a decisão de tocar na Califórnia. Foram três shows: um no The Fillmore,casa de shows considerada histórica, em São Francisco, em 12 de agosto, e dois no House of Blues Sunset Strip, em Los Angeles, em 15 e 16 de agosto.. Os shows tiveram um público total de 3.100 pessoas, preenchendo a capacidade total dos locais. Em dezembro, a banda deu continuidade à turnê "VERB", o "GLAY VERB TOUR 2008" com cinco shows exclusivos para associados do seu fã-clube oficial, entre 17 e 27 de dezembro, no "Zepp Sendai", "Zepp Osaka", "Zepp Nagoya" e "Zepp Tokyo". Um pouco antes do Natal, foi também divulgado mais um show exclusivo, "GLAY VERB TOUR 2008 ～Happy X'maswing～" realizado no "Zepp Sapporo" na véspera do Natal. A turnê foi finalizada com o "GLAY VERB TOUR FINAL COME TOGETHER 2008-2009", dois shows no "Makuhari Messe Kokusai Tenjijyo 9/10/11 Hall", em Chiba, nos dias 30 de dezembro e na virada do ano.  Esse show teve edições em 1999 e em 2004.

### 2009: Décimo quinto aniversário
Em janeiro de 2009, a banda anunciou uma prévia das atividades comemorativas de seus 15 anos de carreira "major", com um ano inteiro preenchido por turnês. A banda lançou em 4 de março o single "SAY YOUR DREAM". A faixa título, cuja letra narra a história da banda, tem duração de 13 minutos. O single possui seis faixas, incluindo a introdução "chronos", a música "Haru made wa", o cover da banda The Offspring "The Meaning of Life", e duas faixas instrumentais, além de três faixas escondidas que pode variar de um cd para outro.
Entre 8 de abril e 17 de abril, a banda realizou cinco shows exclusivos aos membros do fã clube oficial em comemoração aos 15 anos de carreira "major", o "Member Produced Live 2009 - THE GREAT VACATION - extra –". Os primeiros shows dos dias 08 e 9 de abril, foi produzido pelo líder Takuro, "10 years～Arekaramo 10nen mo, konosaki 10nen mo～" no NHK Hall(Tóquio). Somente os(as) associados(as) por mais de 10 anos consecutivos no fã clube oficial tiveram o direito de assistir ao show de Takuro. O show do dia 13 de abril foi produzido pelo vocalista Teru, "BOYS ONLY NIGHT" no Shinkiba STUDIO COAST(Tóquio). Neste show, somente os integrantes do fã-clube do sexo masculino tiveram o direito de assistir ao show. O show do dia 15 de abril foi produzido pelo baixista Jiro, "OSAKA CRASH NIGHT!!" no Osaka Kosei Nenkin Kaikan(Osaka). O ingresso do show de Jiro, era 01 ingresso válido para duas pessoas. Portanto o(a) portador(a) do ingresso, tinha que estar acompanhado(a) para ter o direito de assistir ao show. E o show do dia 17 de abril foi produzido pelo guitarrista Hisashi, "RESONANCE Vol.2" (dando continuidade ao show exclusivo que foi realizado aos membros do fã clube oficial, "RESONANCE Vol.1") no Differ Ariake(Tóquio). Este show foi transmitido experimentalmente via Internet(ao vivo), somente no Japão.  　
O segundo lançamento do ano é o single "I am XXX", colocado à venda em 25 de maio, exatamente 15 anos após o lançamento do single "RAIN". A música título é tema do filme "Blood: The Last Vampire", e foi escolhida pelo produtor do filme, Bill Kong.
No dia 7 de junho, a banda realizou um show gratuito em comemoração aos 15 anos de carreira "major" e de divulgação do lançamento da nova coletânea "THE GREAT VACATION VOL.1 - SUPER BEST OF GLAY" no Nipponmaru Memorial Park(Yokohama). A divulgação deste show foi no dia do show, sendo apenas precedido por uma contagem regressiva na homepage do fã clube oficial, que não esclarecia do que se tratava.  Quinze mil pessoas compareceram em Yokohama.
Em seguida, no dia 10 de junho, a banda lançou a coletânea "THE GREAT VACATION VOL. 1 - SUPER BEST OF GLAY", um álbum triplo contendo, nos dois primeiros discos, a maioria de seus singles lançados a partir de 2000, além de uma regravação de "Yuuwaku". O terceiro CD contém treze faixas, dentre as quais oito são inéditas.
Entre 15 de junho e 6 de julho a banda realizou o GLAY HALL TOUR 2009 - THE GREAT VACATION" e, depois de um breve intervalo,nos dias 15 e 16 de agosto, a banda realizou mais dois shows, o "GLAY 15th Anniversary Special Live 2009 - THE GREAT VACATION in NISSAN STADIUM" em Yokohama. Juntos, os dois shows reuniram cerca de 140.000 fãs.
Em setembro, a banda retornou aos Estados Unidos onde, novamente, fez uma mini-turnê no estado da Califórnia. A banda realizou um show no Fillmore, em São Francisco, no dia 9 de setembro e dois shows no House of Blues, em Los Angeles, nos dias 11 e 12 de setembro.
Em 21 de outubro o GLAY lançou a segunda parte de sua coletânea de sucessos. O CD triplo "THE GREAT VACATION VOL. 2 ~ SUPER BEST OF GLAY", traz em seu repertório músicas lançadas pela banda entre 1994 e 1999, além de 11 músicas inéditas no terceiro CD.
No dia seguinte ao lançamento de seu álbum, a banda venceu um processo contra a gravadora "Unlimited Records", aberto em 2007, após ter rompido o contrato com a gravadora em 2005. A "Unlimited" foi condenada a pagar 670 milhões de ienes para a banda, correspondentes a royalties atrasados e outras obrigações contratuais. Além do pagamento, a corte do distrito de Tóquio decidiu que pertencem à banda os direitos autorais de 147 músicas.

### 2010: Independência
Logo que o ano de 2010 começou, a banda anunciou o provável lançamento de um novo álbum ainda no mesmo ano e anunciou uma agenda de shows para o ano inteiro, com a sua turnê "ROCK AROUND THE WORLD". O primeiro lançamento foi o single digital "Apologize", disponibilizado de graça, durante o período de 1º de abril e 20 de abril, por meio do serviço de download para telefonia celular "Chaku Uta". De acordo com a banda, o single era um presente em agradecimento aos fãs por seu apoio durante os 15 anos de carreira.
Em junho, a banda anunciou a fundação de seu próprio selo, "loversoul music & associates", sob a companhia "For Life Music Entertainment". O primeiro trabalho no selo próprio é o single "Precious", lançado em 8 de setembro de 2010. Logo em seguida, a banda coloca no mercado o álbum Glay, o décimo álbum "major" de gravações originais no dia 13 de outubro de 2010.

## Trabalhos com outros artistas
O GLAY teve vários convidados famosos em suas gravações. Entre eles, estão nomes como Yoshiki Hayashi ("Rain versão single"), TOKYO SKA PARADISE ORCHESTRA ("BLAST" e "Peak Hateshinaku Soul Kagirinaku"), YUKI("Shuumatsu no Baby Talk" e "Minamigochi"), Kanako Nakayama (I'm in Love), SUGIZO("FRIED CHICKEN & BEER"), Kuzu (Minamigochi)e Yuna, da banda coreana Jaurim (Muyuubyou).
Os membros da banda também participaram de trabalhos de outros artistas. TERU participou de gravações de MISIA e da banda taiwanesa Mayday, HISASHI participou de canções de Utada Hikaru, e Himuro Kyosuke e a banda toda tocou em uma gravação de Himuro Kyosuke, assim como em trabalhos solo de seus músicos de apoio D.I.E e Toshi Nagai. TERU e JIRO participaram em um show da banda Mayday, em Taiwan, TAKURO fez participação especial em um show do TOKYO SKA PARADISE ORCHESTRA em 2002 e a banda participou de um show do EXILE. A banda abriu um show do Kishidan, cujo nome era: "Kishidan Expo 2003: kizarazu global communication", uma clara referência ao "GLAY EXPO 2001~GLOBAL COMMUNICATION". Em 2004, foi o Kishidan que abriu um show do GLAY, com o "gureii genshou ~ kizarazu TINY COMMUNICATION" no mesmo local, cidade natal do Kishidan. Em 2009, TAKURO e HISASHI participaram de um álbum lançado pelo cantor Fujii Fumiya, "F's Cinema".
Além de participações especiais, o GLAY também desenvolveu algumas parcerias: Em 20 de julho de 2005, foi lançado o single "SCREAM", em parceria com o grupo "EXILE", sob o nome "GLAY X EXILE", e em 2 de agosto de 2006, sob o nome "GLAY feat. Kyosuke Himuro", foi lançado o single "ANSWER", em que Kyosuke Himuro tem participação destacada. Como citado anteriormente, a banda também fez dois shows com o cantor. Essa não foi a primeira vez que o GLAY fez um show em parceria: em 23 de dezembro de 1999, o grupo juntou-se à banda Luna Sea e apresentou-se no concerto "The Millennium Eve: A Christmas present for the people who love live a lot."
Em 2001, a banda juntou-se à dupla cômica "Garage Sale" e formou a banda "GALAY". Cada integrante adotou um nome diferente: Gori e Hiroki, do Garage Sale, viraram "Gori Bonjour" e "Kawachan". Teru, Hisashi e Jiro viraram, respectivamente, "Teruo", "Sonomanma Hisashi" e "Ginjiro koto Ginjyochu". Toshi e Komori tornaram-se "Irochigai" e "Iromegane" . Takuro virou "Hana Cupid", um trocadilho com o nome de uma empresa de entrega de flores. "Hana", neste caso, significa "flor", mas no caso de Takuro, refere-se ao seu nariz, pois, em japonês, as palavras "flor" e "nariz" são praticamente homófonas, com ligeira diferença de pronúncia. A banda tocou um show secreto em dezembro de 2001 e distribuiu para as mil pessoas presentes um single contendo a música "Dosanko Shiisa".

## Campanhas publicitárias e participação na mídia
Como todo artista que se torna muito popular, GLAY já foi requisitado para fazer várias campanhas publicitárias, principalmente nos anos 1990, quando estrelaram campanhas da "TDK" e do chocolate "Meiji". Alguns membros fizeram campanhas sozinhos: Hisashi foi garoto-propaganda das guitarras Talbo, que ele usa, e Jiro fez a campanha "No Music No Life", em 2003, para a Tower Records. Desde 2006 eles divulgam a marca de roupas "Modern Amusement".
Na época do EXPO' 99, a JAL (Japan Airlines), patrocinadora do evento, lançou um jumbo com os rostos dos integrantes estampados. Além da Expo, outro motivo para a campanha eram os dez anos da linha Tóquio-Hakodate. Como mencionado antes, Hakodate é a cidade natal da banda, que hoje reside em Tóquio.
Todos os integrantes já apresentaram um programa de rádio, individualmente ou em grupo. Atualmente, apenas TERU e JIRO continuam com essa atividade(ver páginas individuais dos integrantes). Em 2001, o grupo apresentou um programa televisivo de 11 episódios chamado "GLAY GLOBAL COMMUNICATION", transmitido entre 18 de abril e 27 de junho daquele ano, às quartas-feiras, à 01h e 55 min. O programa focava na produção de seu álbum One Love e nos preparativos da EXPO 2001 e continha quadros de humor e distribuição de presentes. Em 2009, Hisashi iniciou o seu próprio programa de televisão, "RX-72 - Hisashi X Mogi Junichi", aos últimos domingos de cada mês, no canal pago de televisão "Music On".

## Principais prêmios
- 1996
  - "Gold Request Award" por single "Beloved" no "29th All Japan Cable Broadcast Awards".

- 1997
  - Grande Prêmio no "30th All Japan Cable Broadcast Awards".
  - Grande Prêmio no "30th Japan Cable Broadcast Awards" - However[35]
  - Grande Prêmio de Melhor Álbum do ano no "39th Japan Record Awards - Beloved.[36]
  - Melhor álbum do ano no "39th Japan Record Awards" - Beloved.[36]
  - Notável Obra Musical - no "39th Japan Record Awards" - HOWEVER.[36]

- 1998
  - Grande Prêmio no "35th Golden Arrow  Awards".
  - Melhor Vendagem para artista japonês no World Music Awards
  - Melhor Álbum de Rock no "12th Annual Gold Disk Awards" - REVIEW[37]
  - Melhor Vídeo Musical no "12th Annual Gold Disk Awards" - HIT THE WORLD GLAY arena Tour '97
  - Melhor Artista do Ano no "12th Annual Gold Disk Awards"
  - Melhor Álbum no "40th Japan Record Awards" - pure soul.[38]
  - Notável obra musical 40th Japan Record Awards" - Soul Love[38]

- 1999
  - Música do ano no 13th Annual Japan Gold Disc Awards - Yuwaku
  - Música do ano no 13th Annual Japan Gold Disc Awards - Soul Love
  - Música do ano no 13th Annual Japan Gold Disc Awards - Be with you
  - Melhor Álbum de Rock do ano no 13th Annual Japan Gold Disc Awards - Pure Soul
  - Grande Prêmio no "32nd All Japan Cable Broadcast Awards" - Winter, again.
  - Grande Prêmio de "artista mais pedido" no "32nd Japan Cable Broadcast Awards".
  - Grande Prêmio de melhor single no "41st Japan Record Awards"- Winter, again.[39]
  - Notável Obra musical no "41st Japan Record Awards" - Winter, again.[39]

- 2000
  - Música do ano no 14th Annual Japan Gold Disc Awards - Kokodeha nai dokokae
  - Música do ano 14th Annual Japan Gold Disc Awards - Winter, again
  - Álbum de rock do ano no 14th Annual Japan Gold Disc Awards - Heavy Gauge
  - Vídeo musical do ano no 14th Annual Japan Gold Disc Awards - Survival

- 2001
  - Música do ano no 15th Annual Japan Gold Disc Awards - Tomadoi/Special thanks
  - Álbum de rock do ano no 15th Annual Japan Gold Disc Awards - Drive 'Glay complete Best'

- 2003
  - Música do ano no 16th Annual Japan Gold Disc Awards - Way of Difference

- 2005
  - Prêmio especial pela carreira no "SPACE SHOWER MUSIC VIDEO AWARDS '05"

- 2006
  - Música do ano no 20th Annual Japan Gold Disc Awards - SCREAM (GLAY X EXILE)

- 2009
  - Melhor curta-metragem musical no "Short Shorts Film Festival and Asia 2009" - SAY YOUR DREAM[40]

## Marcas e números
- O EXPO'99 SURVIVAL é o maior show da história do Japão, com público pagante de 200 mil pessoas.[16]
- O show "One Love in Beijing", realizado em 2002, é o mais caro já realizado na China.
- O álbum REVIEW conseguiu o recorde de álbum japonês mais vendido da história na época de seu lançamento (1997). Hoje é o terceiro colocado, segundo a Oricon.[41] O álbum ficou cinco semanas consecutivas na 1ª posição da Oricon, o que só foi igualado em 2008 pelo álbum "Best Fiction" de Namie Amuro.[42]
- o vídeo-single "SURVIVAL" é até hoje o vídeo mais vendido, no ranking da Oricon (mais de 900 mil cópias).
- "Yuuwaku" ficou em primeiro lugar no ranking anual de singles da Oricon em 1998.
- GLAY é o sétimo artista no ranking geral de artistas que mais venderam em todos os tempos, de acordo com ranking divulgado pelo programa Music Station em abril de 2005, com vendagens superiores a 35.800.000 cópias..[43] Com base em dados da Oricon, em 2008, a banda continuaria na mesma posição, com cerca de 37 milhões de cópias somente no Japão, não contando álbuns instrumentais, o DVD-single "Itsuka", nem os singles "SCREAM" e "ANSWER". No entanto,as vendagens totais de seus 43 singles e 14 álbuns (excluíndo-se também os instrumentais) ultrapassariam os 50 milhões de cópias.[1]
- A banda está em terceiro no ranking geral de artistas com singles que venderam mais de 1 milhão, atrás de B'z e Mr. Children, respectivamente, segundo a Oricon (seis singles).
- GLAY é o segundo grupo no ranking de álbuns nº1 de bandas masculinas da Oricon. Eles permaneceram na primeira posição por anos até 2007, com 10 álbuns que atingiram o topo até o momento. Foram desbancados, em 2007, pela banda Mr. Children, que emplacou seu 11º álbum nº 1 ao lançar seu álbum de Lados-B.[44]
- GLAY é o sexto artista no ranking geral e o quarto no ranking masculino dos artistas que atingiram o primeiro lugar no ranking de singles da Oricon (vinte e um singles até a data da informação, em fevereiro de 2006).
- Ao emplacar seu 20º single na primeira posição da Oricon na semana de estreia, o Glay completou dez anos consecutivos com pelo menos um single, ao ano, estreando na primeira posição, desde "Kuchibiru", em maio de 1997 até "Natsuoto", em setembro de 2006.[45]
- O GLAY tem cinco álbuns cerficados como "million sellers" pela "Recording Industry Association of Japan". Dentre eles, "REVIEW" foi certificado "5 million", "pure soul" foi certificado "3 million", "HEAVY GAUGE" e "DRIVE", "2 million" e "Beloved", "1 million".
- O contrato com a distribuidora Toshiba-EMI (hoje EMI Music Japan), em 2003 é o maior já feito na indústria fonográfica japonesa: 4 bilhões de ienes foram gastos pela empresa para ter a banda em seu casting, superando o recorde anterior, que era da banda Dreams Come True.[46]
- Os 100 mil ingressos para o GLAY EXPO 2004 in UNIVERSAL STUDIOS JAPAN foram vendidos em menos de 15 minutos.